# فوتبال آمریکایی

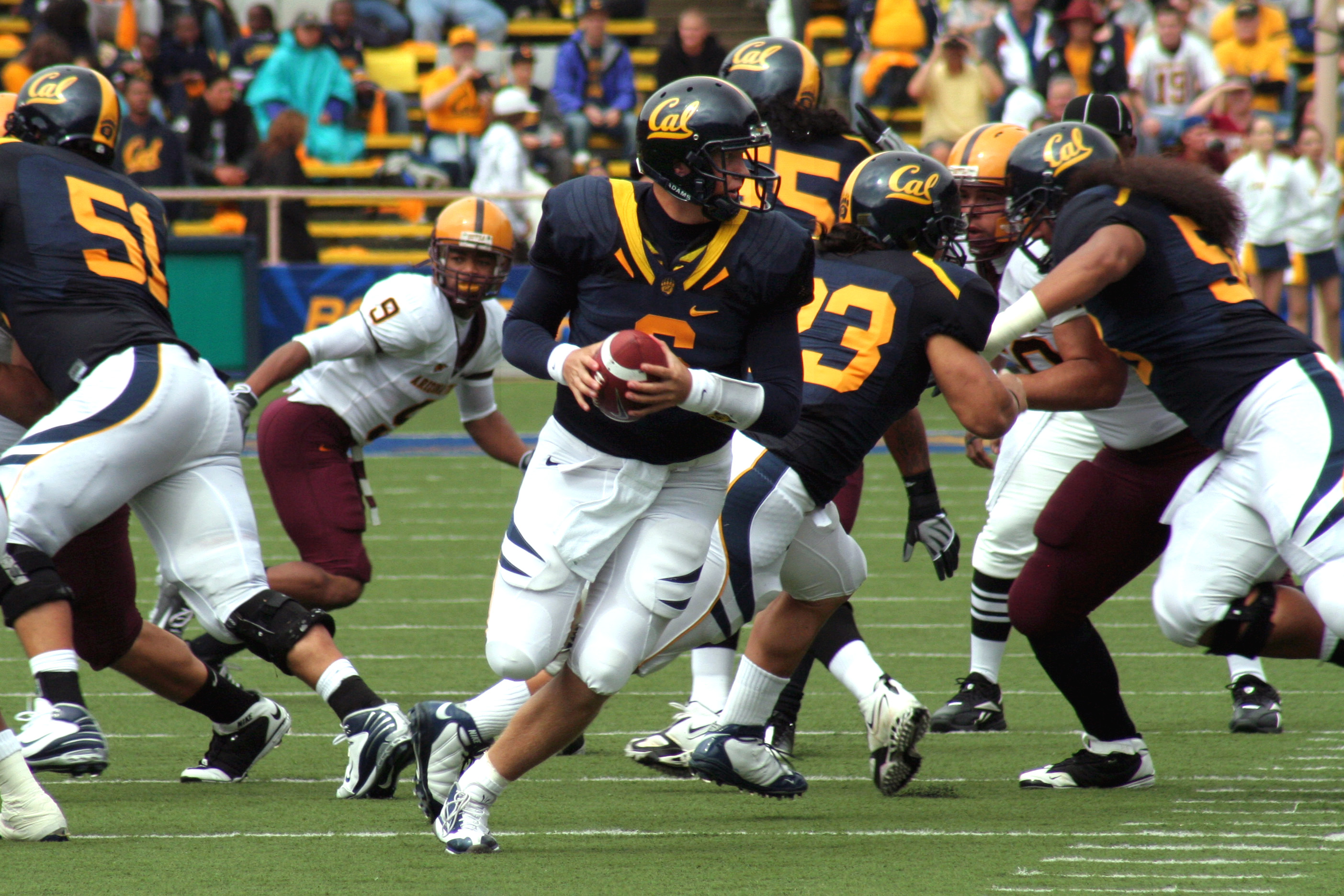
دیدار تیمهای دانشگاه آریزونا و ۲۰۰۸. برخوردهای تن‌به‌تن و هماهنگی تیمی اهمیت ه‌تن سد راه سفیدپوشان می‌شوند تا یار صاحب‌توپشان در فراغت بیشتر عمل کند.

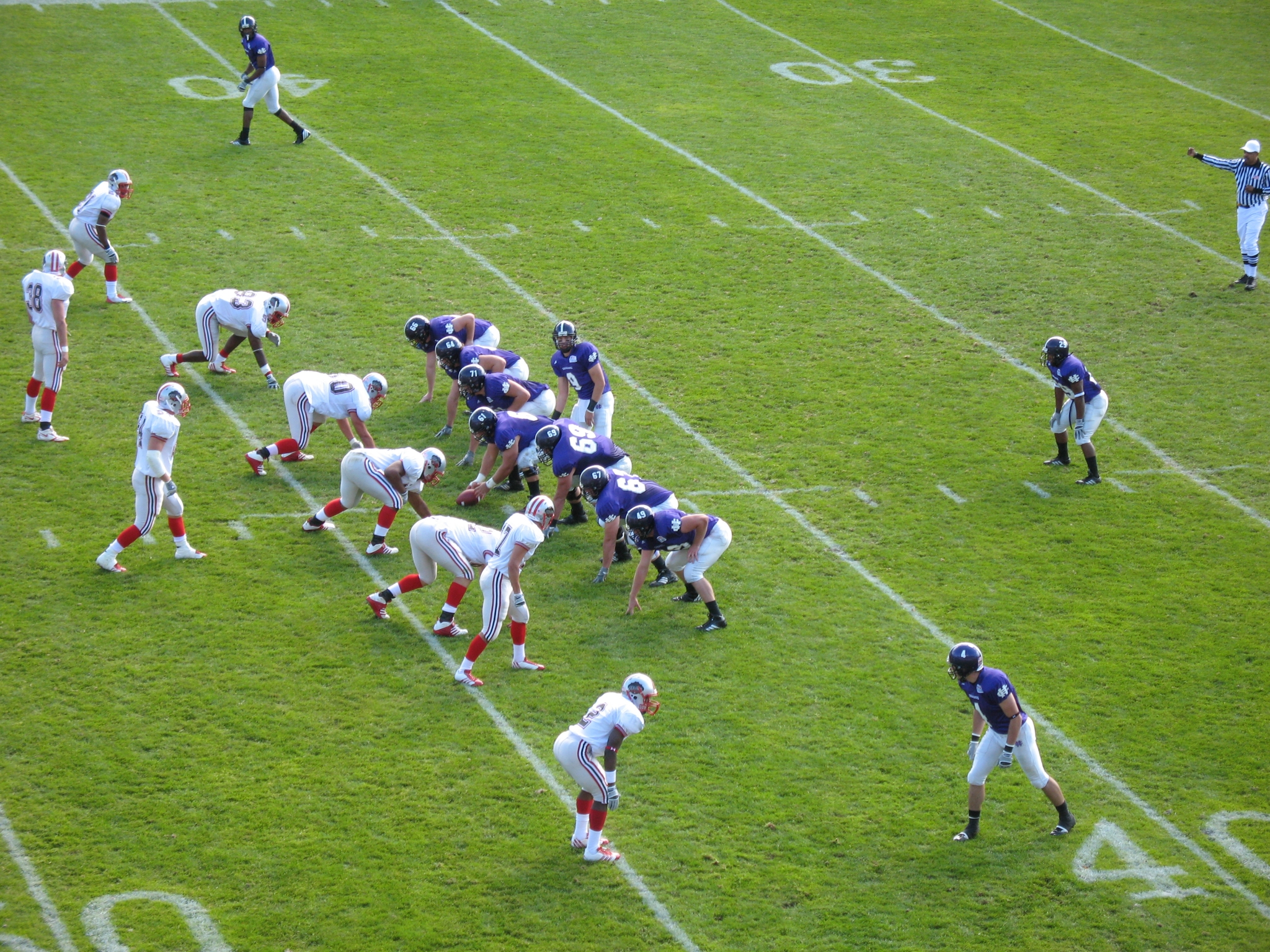
بازیکنان فوتبال آمریکایی در یک خط در شروع بازی

فوتبال آمریکایی نوعی ورزش گروهی است که در ایالات متحده آمریکا بسیار رایج است. مهمترین مسابقه این ورزش مسابقه سوپربول متعلق به لیگ ان‌اف‌ال (NFL) است. در آخرین مسابقه سوپر باول که اواسط فوریه ۲۰۲۴ در شهر لاس وگاس، نوادا برگزار شد تیم کانزاس سیتی چیفس موفق به برد این مسابقه فینال و قهرمانی لیگ ان اف ال ۲۰۲۴ شد. همچنین کشورهای کانادا، آلمان، ایتالیا، سوئیس، فنلاند، سوئد، ژاپن، مکزیک، اسرائیل، اسپانیا، و اتریش نیز لیگ‌های ملی فوتبال آمریکایی دارند.
فوتبال آمریکایی و فوتبال کانادایی که رشته‌ای مشابه و همریشه با فوتبال آمریکایی است دو شکل اصلی گریدیرون فوتبال محسوب می‌شوند که در آمریکای شمالی از ورزش‌های انگلیسی فوتبال و راگبی فوتبال تکامل یافته‌اند. این دو رشته در آمریکا و کانادا با نام «فوتبال» شناخته می‌شوند و بازی مرسوم فوتبال در عوض با نام ساکر (soccer) نامیده می‌شود.
تفاوت اصلی گریدیرون فوتبال با فوتبال در این است که بازیکنان اجازه حمل و پرتاب توپ با دست را دارند و تفاوت اصلی آن با راگبی نیز در این است که توپ به‌طور نوبتی در کنترل یکی از دو تیم قرار دارد. استفاده از کلاه و محافظ شانه، پاس‌های رو به جلو (که در راگبی فوتبال با توجه به قانون آفساید ممکن نیست)، سیستم محدودیت تعداد تکل‌ها، اسکرام (راگبی) خطی، پست‌های بسیار تخصصی بازیکنان در نقاط مختلف زمین، تعداد نامحدود تعویض‌ها، تقسیم بازیکنان به دو دسته مدافع و مهاجم، امکان ثبت امتیاز برای تیمی که مالکیت توپ را در اختیار ندارد و علامت‌گذاری زمین از ویژگی‌های مهم این رشته‌است که آن را از انواع دیگر راگبی و فوتبال متمایز می‌کند.
برخی بر این باورند که سازندهٔ این بازی والتر کمپ در آمریکا می‌باشد.
فوتبال آمریکایی در ایران کمتر شناخته شده است و هیچ تیم باشگاهی یا ملی مختص به این ورزش در ایران وجود ندارد، با این حال این ورزش در ایران نیز هوادارانی دارد.
اصطلاحات:
خط حمله‌ای (انگلیسی: Quarterback): یکی از پست‌های بازی فوتبال آمریکایی که معمولاً در هر تیم و در هر بازی فقط یک بازیکن خط حمله مشغول بازی است و شاید کلیدی‌ترین پست تمام تیم باشد. بازیکن خط حمله وظیفه انتقال رو به جلوی توپ را در هر بازی برعهره دارد و از این لحاظ تقطه‌ای آغازین تهاجم علیه تیم مقابل است. این بازیکن باید در بازی هوشمندی، چابکی، تیزبینی و قدرت از خود نشان بدهد.
Pro Bowl: نام بازی هایی متشکل از بهترین تیم های ان اف ال است‌. در این بازی ها بهترین بازیکنانِ کنفرانس فوتبال آمریکایی(AFC) در مقابل کنفرانس فوتبال ملی (NFC) بازی می‌کنند.
X's and O's: نماد هایی برای نشان دادن بازیکنان تیم (و معمولاً تیم حریف) در نمودار بازی است. در واقع آرایش بازیکنان در تلاش برای گل زدن یا حرکت توپ را نشان می‌دهد‌. این اصطلاح اغلب به خود بازی ها اشاره می‌کند و در حالت کلی اصطلاحی است که به دانش چگونگی عملکرد فرایند اطلاق می‌شود.
Touchdown: حرکتی امتیازآور در فوتبال آمریکایی و کانادایی.
Line backer: یکی از پست های فوتبال آمریکایی و کانادایی که لاین بکر ها عضوی از بخش دفاعی تیم اند.
Safety: یکی از پست های فوتبال آمریکایی و کانادایی است.
Cornerback: پشتی در فوتبال آمریکایی و کانادایی که به بازیکنان این پست هافبک دفاعی نیز گفته می‌شود.

## خطاهای بازی
خطا ها مانند: 
- گرفتن لباس بازیکنان

- گرفتن چشم حریف

- تکل زدن (در این بازی تکل زدن مانند تنه زدن است) به بازیکنی که توپ در دستان او نیست

- ایجاد مزاحمت غیر قانونی برای بازیکنی که تلاش دارد توپی را که به سوی او انداخته شده است،دریافت کند

## مقررات

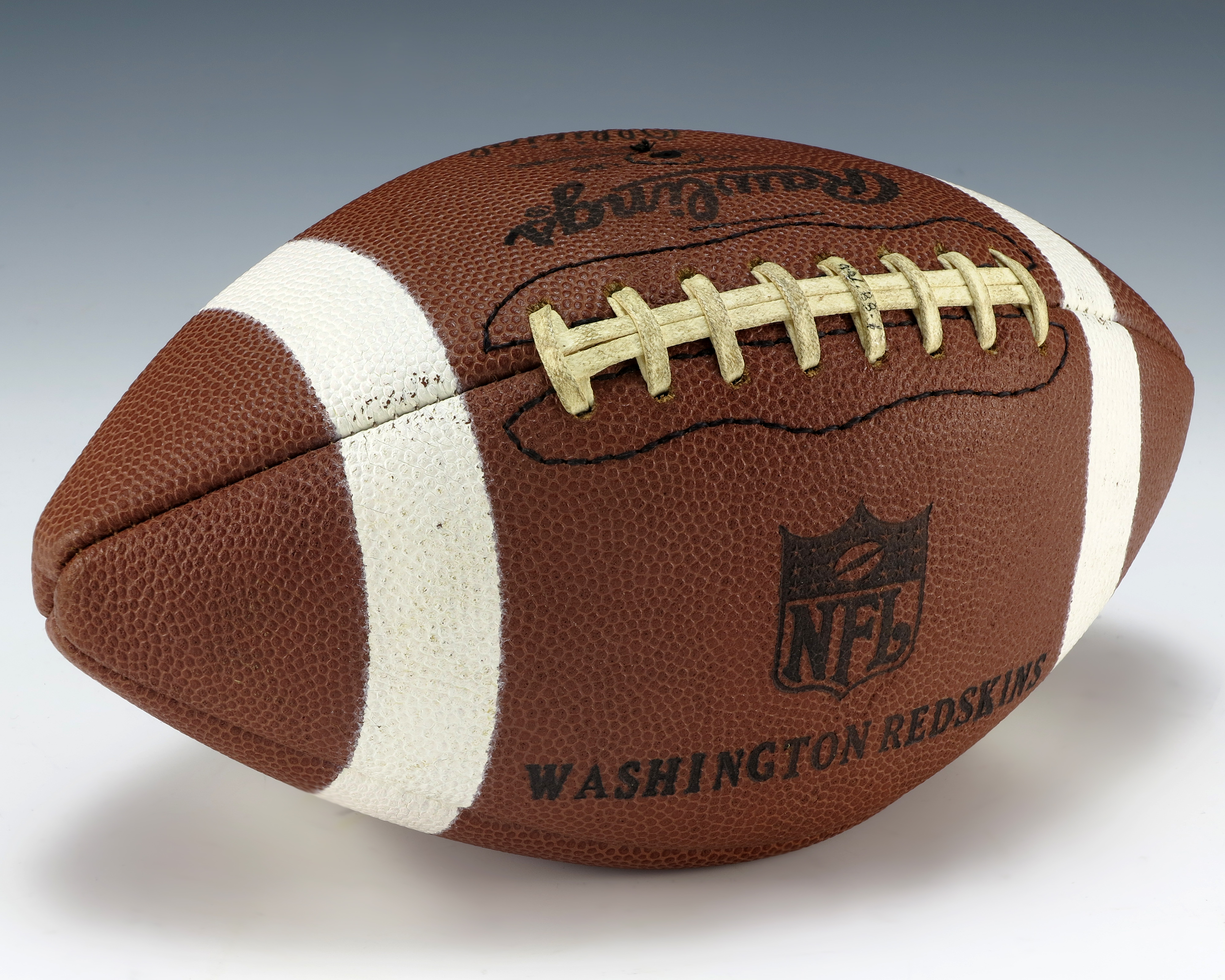
یک توپ فوتبال آمریکایی با نمای بند روی آن

یک بازی فوتبال بین دو تیم ۱۱ بازیکن انجام می‌شود. بازی با بیشتر در زمین با مجازات جریمه است. تیم‌ها می‌توانند هر تعداد بازیکن خود را در بین بازی‌های نزولی جایگزین کنند؛ این سیستم «جوخه» جایگزین سیستم اصلی شد که قوانین تعویض محدودی داشت و منجر به استفاده تیم‌ها از واحدهای تهاجمی، دفاعی و تیم‌های ویژه شد. بازیکنان منفرد در یک بازی فوتبال باید با شماره یکنواخت بین ۱ تا ۹۹ تعیین شوند. تیم‌های NFL ملزم به شماره گذاری بازیکنان خود توسط سیستم شماره گذاری تأیید شده توسط لیگ هستند، و هر گونه استثنا باید توسط کمیسر تأیید شود. به تیم‌های NCAA و NFHS «اکیداً توصیه می‌شود» که بازیکنان تهاجمی خود را طبق یک طرح شماره‌گذاری پیشنهادی لیگ شماره‌گذاری کنند. اگرچه این ورزش تقریباً منحصراً توسط مردان انجام می‌شود، زنان واجد شرایط بازی در دبیرستان، کالج و فوتبال حرفه ای هستند. هیچ زنی تا به حال در NFL بازی نکرده‌است، اما زنان در بازی‌های فوتبال دبیرستان و کالج بازی کرده‌اند. در سال ۲۰۱۸، ۱۱۰۰ بازیکن از ۲۲۵۰۰۰ بازیکن در فوتبال جوانان Pop Warner Little Scholars دختر بودند و طبق انجمن صنعت ورزش و تناسب اندام، حدود ۱۱٪ از ۵٫۵ میلیون آمریکایی که فوتبال تکل بازی می‌کنند، زن هستند. زنان همچنین می‌توانند به عنوان مقامات خدمت کنند. سارا توماس اولین مقام زن NFL در سال ۲۰۱۵ شد.

### توپ

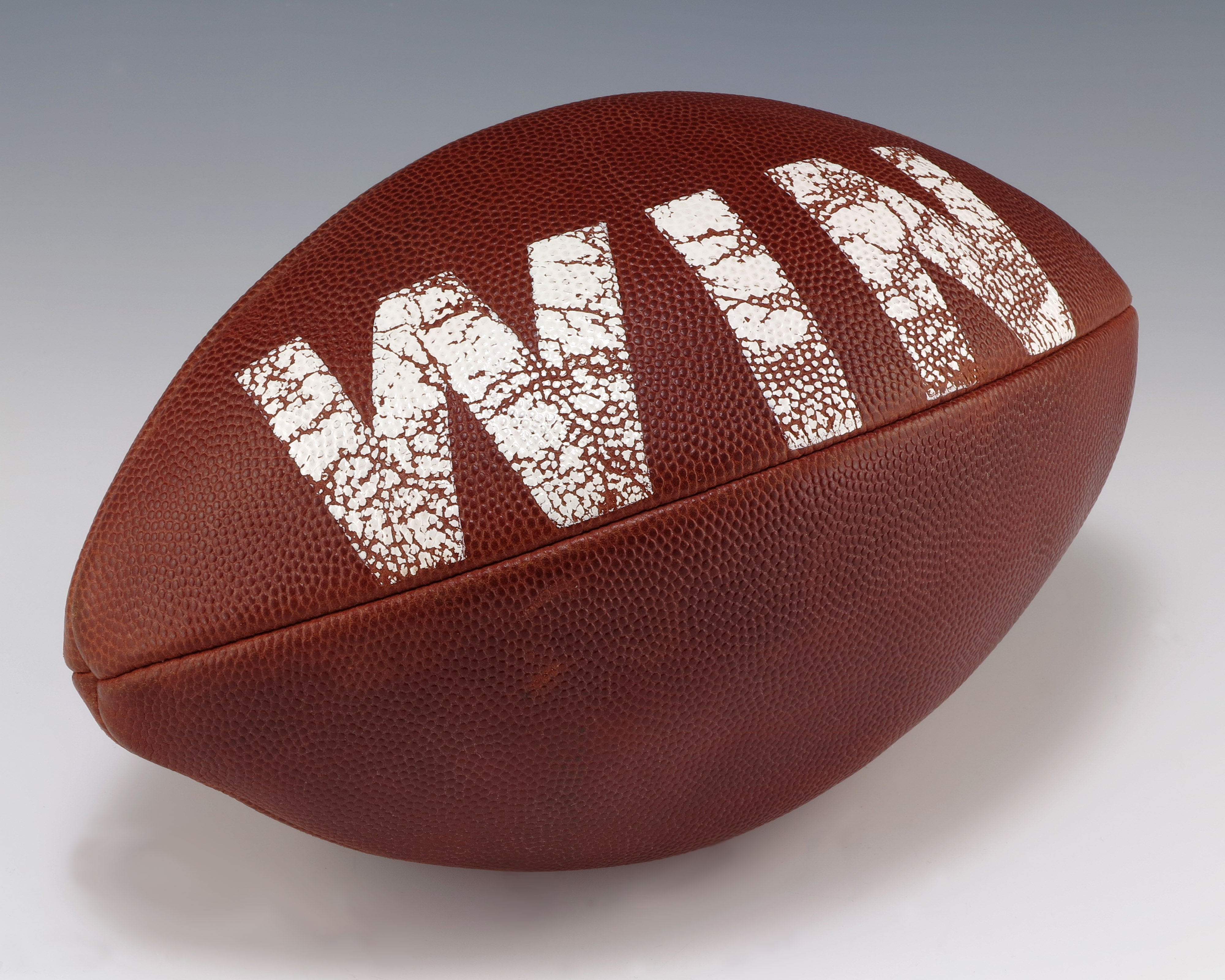
تصویر؛ یک توپ فوتبال قهوه‌ای تیره چرمی مربوط به ورزش فوتبال آمریکایی را که واژه win به معنای پیروز شدن یا پیروزی بر روی آن نقش بسته، نمایش می‌دهد. توپ های استفاده شده در این نوع فوتبال، جزء دسته توپ‌هایی هستند که انتهایشان زاویه‌دار است.

توپ‌هایی که در مسابقات رسمی فوتبال آمریکایی استفاده می‌شوند، بایستی این شرایط را دارا باشند:
- قطر: ۲۵–۲۶ سانتیمتر
- محیط(در طولانی‌ترین قسمت): ۵۸ تا ۶۲ سانتیمتر
- محیط (در عریض‌ترین قسمت): ۲۸ تا ۳۰ سانتیمتر
- وزن: ۳۹۷ تا ۴۲۵ گرم
- فشار هوا (پوند در اینچ مربع): ۱۲٫۵ تا ۱۳٫۵
- توپ فوتبال کانادایی کاملا مانند فوتبال آمریکایی است اما دو نوار سفید روی آن به چشم می خورد

## مسابقات
- لیگ ملی فوتبال (آمریکا)
- سری جام قهرمانی